# とんでぶーりん
『とんでぶーりん』は、池田多恵子による日本の漫画作品、およびそれを原作としたテレビアニメ。『ちゃお』（小学館）にて連載された。

## 概要
『ちゃお』の増刊である『ちゃおDX』1993年秋号に池田が発表した、パイロット版的読み切り『ビビデ・バビデ・ぶーりん!!』をベースに、『ちゃお』1994年10月号から1995年9月号にかけて連載されたもの。『小学五年生』『小学六年生』にも同時期4コマ漫画が、はねはるこにより連載されていた。一般的な変身もののヒロイン・ヒーローは、変身後の方が美しく（格好良く）なるのだが、この作品はその逆をついた設定であった。
『ちゃおDX』や小学館の学習雑誌に発表した話も共に収録の上で、フラワーコミックスより全3巻が刊行された。
1. ISBN 4091364519 （1995年4月）
2. ISBN 4091364527 （1995年8月）
3. ISBN 4091364535 （1995年10月）

なお、連載版はアニメ版制作サイドと共同で作話したものを同時進行で発表する形であり、実質的には（仮面ライダーシリーズやデビルマンなど、古くからアニメ番組や特撮番組によくみられる）「原作権を持つコミカライズ版」であった。
タイトルの「とんで」には、「飛んで」「豚（トン）で」「ｔ（トン）で」「女の子が豚になるなんて『とんで』もない」の意味が込められている。

## ストーリー
聖林檎学院中等部に通う中学1年生の少女・国分果林。ある朝、学校に遅刻しそうになって急いでいた果林は、道端で偶然子豚を見つける。しかしその子豚はブーリンゴ星という星の王子様・トンラリアーノ3世（トンちゃん）で、修行のため地球に来ているという。そして、いきなり「果林に変身してスーパーヒロイン『ぶーりん』として活躍してほしい」と頼む。しょうがないと、果林が変身してみると、なんとピンクの『ブタ』になってしまった。
当然果林は断るのだが、『ぶーりん』としていいことをすると真珠が1つずつ与えられ、真珠が108個溜まったら果林の望む姿に変身できるようにするということで、仕方なく妥協するのだった。

## 登場人物
国分果林（こくぶ かりん）
本編の主人公。聖林檎学院中等部に通う中学生。趣味は絵画。11月23日生まれ（いて座）で、血液型はO型。テニス部所属。前向きで明朗快活、お調子者の心優しい少女。巻き毛のポニーテールに青い飾り玉の付いたリボンをしている。身長152cm、体重41kg。
トンちゃんに見込まれて愛と正義のピッグガール・ぶーりんに変身するが、本人はぶーりんの姿を恥ずかしく思っており（ごく一部を除いて嘲笑の種にされるため）、憧れの「キューティチャオ」（作中世界の特撮ヒロイン。スタイルが良くてカッコよく衣装も可愛い。）のようなスーパーヒロインになるために真珠を集めようと奮闘する。真珠が溜まったらどんなヒロインになりたいか描いた絵をトンちゃんに見せたら「まんまキューティチャオじゃない」と突っ込まれた。
クラスメイトでサッカー部の光一のことが好きで、おしとやかで可憐なサッカー部のマネージャーの薫に対してコンプレックスを持っている。同じテニス部の琢磨先輩に好意を寄せられているが彼のことが苦手（彼に言い寄られると、意地悪な黒羽競子の嫉妬を買う為）。
テニス部所属だが腕はイマイチな運動音痴。親友の真美はテニスが上手くコーチしてもらうことも。ぶーりんになってからはランランステップが得意種目になる。
自分がぶーりんだとバレてしまうと一生ぶーりんのまま元の姿に戻れなくなってしまうため正体を明かすことができず、光一が果林の方ではなく、ぶーりんとしての姿の方に惹かれていることに対してジレンマを持つ。
アニメでは最終決戦で地球最大の危機に向かおうとするも光一に何度も引きとめられたために、結局彼の目の前で自分がぶーりんであることを明かしてメタモルフォーゼする羽目になってしまい、決戦を制すもぶーりんから戻れなくなってしまった。最終回でそのままブーリンゴ星に行かされそうになったが、「あたしを果林に戻して」という涙の懇願を聞き入れたトンラリアーノ2世の力によって元の姿に戻った。
トンラリアーノ3世
ブーリンゴ星の王子。見た目は黄色い子豚で、蝶ネクタイを付けている。果林からは「トンちゃん」と呼ばれる。
ややインテリで博識な一方、気さくで呑気な性格。父親のトンラリアーノ2世に頭が上がらない。ホームシックになったことも。
王様になる資格を得るための修行に地球へ来たが、空腹で困っていたところを果林に助けられ、彼女をぶーりんに選ぶ。果林の部屋に住んでいる。
ブーリンゴ星にトンザベスちゃんという婚約者を残している。エアロビクスのウォッチングを趣味としており、特に太ったおばさんに対して異常な興奮を見せる。トンちゃんから見ればぶーりんは美人らしい。少々太めな体形の真実に一目惚れしたことも。
水野光一（みずの こういち）
果林のクラスメイト。5月1日生まれ（おうし座）で、血液型はB型。サッカー部のエースで、スポーツ万能な少年。ぶーりんのファン第一号である。身長165cm、体重52kg。
果林や薫から好意を寄せられているが、本人は全く気づいていない。気さくで優しいが少しとぼけた性格。
後日談のCDドラマでは果林とデートをするなど、進展した様子。
漫画では比較的クールな性格。果林がぶーりんに変身する所を見てしまい、変身時の激しい光のせいで失明してしまう。そのため、果林は光一を助けるために真珠を集めることに。
アニメ版では果林を心配するあまりに何度も引きとめており、それが元で最終決戦となる第50話で遂に果林がぶーりんであることを眼前で明かさなければならない（同時にぶーりんから果林に戻れなくなる）事態に陥らせてしまった。
黒羽競子（くろは けいこ）
巨大複合企業・黒羽コンツェルンの総帥の一人娘。7月30日生まれ（しし座）で、血液型はAB型。果林のクラスメイトであり、学級委員長でもある。テニス部所属で、鋭いアタックが得意。ダブルスでは「黒羽フォーメーション」という技を使うが、ただ奇怪な動きで相手のミスを誘うだけという弱点を見抜いた果林たちにあっさりと破られる。身長155cm、体重44kg。
琢磨に熱烈な想いを寄せており、彼が想いを寄せる果林に対して異様なライバル心を燃やす。
高所恐怖症。大変目立ちたがり屋で、金にモノを言わせ、決まって派手に登場してくる。豪快な笑い声と時折発する口癖の英単語が印象的。
強引で高飛車な性格だが、お腹を空かせた果林たちのために豪華な食事を用意するなど、根は優しく友達思いな一面も見せる。ぶーりんのことを悪く言いつつも実は羨ましく思っており、ぶーりんに変装したことも。
アニメではお嬢様口調なのだが、漫画では普通のしゃべり方。
武者小路琢磨（むしゃのこうじ たくま）
6月3日生まれ。
テニス部の先輩。美男子だが、ややナルシストでキザな性格。
果林に一目惚れして以来、果林のことを「子猫ちゃん」（ぶーりんの正体＝果林疑惑が起こった際は「子ブタちゃん」に変更）と呼び、神出鬼没に現れては猛烈なアプローチを繰り返し、追い回した挙句に競子に連れ去られるのがお約束。ストーカーと訴えられてもおかしくないレベルである。
実は由緒正しい家元の子であり、日本舞踊武者小路流の跡取り。生まれて間もなく母・千代を亡くし、父・仁左衛門は別の女性と再婚するがその父も既に他界。千代は果林にそっくりだった。継母で現当主の琴子を嫌っており、母違いの弟（＝継母の子）にして芸の才がある夢麿に家督を譲っている。武者小路家の家紋は丸の中にハートが描かれたもので、先代ぶーりんにまつわるある秘密が隠されていた。
自身の境遇から、気楽なようで意外と苦労人。やたらと強引に迫ってくる競子のことが苦手。
漫画での登場はごく僅か。
山川真実（やまかわ まさみ）
12月24日生まれ。
果林のクラスメイトであり、親友。テニス部所属。優等生で頼れるしっかり者。
背は低めでややぽっちゃり系。眼鏡をかけている。ぶーりんの登場人物の中でも常識人の一人。
テニスがうまく、果林にコーチをしたことも。柏木のことが好きだが、なかなか素直になれないでいる。
日高薫（ひだか かおる）
10月18日生まれ。
果林のクラスメイト。大人しく、おっとりとしているが、なかなか鋭い一面を持つ美少女。
サッカー部のマネージャー。光一のことが好きで、クッキーを差し入れている。料理が得意。
果林の恋敵であり、彼女とは親しくはなかったが、ある事件がきっかけで友人になる。しかし薫自身もまた、果林に対して強いコンプレックスを持っていた。
実は極道の娘という裏設定がある。汚れた川の清掃のため母のもんぺを着込んだり、少々変わった一面も。
また、テレビアニメ版ではヨガという意外な特技を持ち、テレビアニメ版33話ではレオタード姿でヨガを披露した。
柏木広海（かしわぎ ひろみ）
2月6日生まれ。
果林のクラスメイト。光一の親友かつ悪友で、家は寿司屋。プライベートでは何故かミリタリー系の服を好んで着ている。
そばかすが特徴。光一とよく軽口を叩き合ったりしている。光一よりも常識はあり、ぶーりんにすっかり入れあがる光一にツッコミを入れていた。
真実のことが気になっているが、お互いなかなか素直になれないでいる。CDドラマでは夫婦漫才をしたことも。
ジミー松本（ジミー まつもと）
果林のクラスメイト。普段は気弱だが、熱が入ると一転する。コンピューターおたくで文科系に強い。度の強い眼鏡をかけている。
薫に好意を寄せており、最初は恥ずかしがっていたが、だんだん強いアプローチをかけるように。
意外とシニカル。執念深い面があり、ぶーりんの正体を薄々感づいて後一歩で正体を明かせるところまで迫っていた。
トンラリアーノ2世
ブーリンゴ星の王様で、トンちゃんことトンラリアーノ3世の父親。
ブーリンゴ星からトンパクトを介して果林達に通信している。
結構お茶目な性格。自身もかつては修行のために地球を訪れてヒミコちゃんという少女をぶーりんに選び、一緒に日々を過ごしている。
劇中ではトンパクトでの通信だけで姿を見ることはできないが、漫画ではシルエットが登場する。
アニメ版最終回のラストでぶーりんから戻れなくなった果林からの涙の懇願を受け、これを聞き入れて彼女を元の姿に戻した。
アニメを意識したカセットテープのドラマ中では「1つの国を司る王様の割には恍けている」だの「軽い王様」だの「本人のその声が落ち着きのないお人よしの印象を与える」だのと散々言われている。
嵐山誠（あらしやま まこと）
3月29日生まれ。
聖林檎学院教師で、果林たちの担任教師。クッキングパパのようなアゴが特徴。サッカー部の顧問をしており、自身もサッカーが大好き。
菜々子先生に惚れており、毎日彼女の好物のおかめ蕎麦をご馳走している。
近藤先生とはライバル関係で、奈々子先生をめぐって睨み合っている。
アニメやコスプレが好きではないらしく、意気揚々とキューティーチャオのコスプレをする菜々子先生に対して微妙な顔をしていた。
近藤正義（こんどう まさよし）
聖林檎学院の教師。（若干イントネーションのズレが見られる）関西弁を話す。テニス部コーチで、爽やかなルックスで女子から人気がある。
陽気な性格だが重度のアニメオタクであり、菜々子先生をキューティチャオマニアにした張本人。
奈々子先生に好意を持ち、嵐山先生とはライバル関係にある。
立石菜々子（たていし ななこ）
聖林檎学院の保険医で、マドンナ的存在。好物はおかめ蕎麦。
実は熱烈なキューティーチャオオタクで、グッズを集めたりキューティーチャオのコスプレを趣味としているが、これは同僚である近藤の仕業によるもの。
国分信一郎（こくぶ しんいちろう）
果林の父。新聞記者をしており、最初にぶーりんをスクープしたのも彼。少々親バカ。
ぶーりんの大ファンで、彼女への熱意は光一と双璧を成す。大量のぶーりんの写真をコレクション、アルバムにしている。
国分リカコ（こくぶ リカコ）
果林の母。デザイナーの仕事をしている。比較的まともな人物。
ぶーりん好きで、ぶーりんのデザインの服を作ったりもした。
国分周平（こくぶ しゅうへい）
果林の弟。小生意気でませた性格をしており、姉を嫌っている。ぶーりんが好きで、信一郎にぶーりんの話をせがんでいた。
ひとみちゃんのことが好き。
ブータン
VVBU女子プロレスに所属する、駆け出しの覆面レスラー。ぶーりんに憧れ、普段から自作のぶーりんコスチュームを着ている。チビであるが、本物のぶーりんよりわずかに背が高い。
先輩のアイドルレスラー・プリティ小泉との対戦に向け、協力を申し出た果林を相手に特訓に励む。
初登場時は普通にしゃべっていたが、14話で再登場した時にはブー太郎口調になっていた。

## テレビアニメ
- 愛と勇気のピッグガール とんでぶーりん
- 愛と勇気のピッグガール とんでぶ～りん
- 愛と勇気のビッグガール とんでぶ～りん
- とんでぶーりん

本作のテレビアニメ版として、『愛と勇気のピッグガール とんでぶーりん』（あいとゆうきのピッグガール とんでぶーりん）が、毎日放送（MBS）をはじめとする、TBSテレビ系列各局（ただしテレビ山口を除く）で1994年9月3日から1995年8月26日まで毎週土曜日午後6:00 - 6:30の枠にて放送された。全51話。
製作発表当初は、まだ題名が正式決定されておらず、仮題名の『ぶーりんごキッス』と表記されている場合もある。
制作局のMBSやTBSの放送権利が失効した後は、広島県の広島ホームテレビ（テレビ朝日系列）などにおいて再放送された。
映像ソフトについては、VHS版・LD版・DVD版がリリースされた。さらに、2015年5月29日には放送開始20周年を記念して、デジタルリマスター版DVD-BOX・Part1
が、同年6月26にはPart2が発売された。

### 声の出演
- 国分果林/ぶーりん - 白鳥由里
- トンラリアーノ三世/ナレーション - 渕崎ゆり子
- 水野光一 - 石田彰
- 黒羽競子/ぶたセッション/ぶたセッションG - 松本梨香
- 山川真実/ぶたセッション/ぶたセッションB - 佐藤智恵
- 立石菜々子/キューティチャオ - 川村万梨阿
- 日高薫 - 麻見順子
- 柏木広海 - 山田義晴
- 嵐山誠 - 荒川太郎
- 近藤正義 - 園部啓一
- 武者小路琢磨 - 柏倉つとむ
- 国分信一郎 - 小野健一
- 国分リカコ - 2話まで引田有美、9話以降は水谷優子
- 国分周平/ぶたセッション/ぶたセッションR - こおろぎさとみ
- トンラリアーノ二世 - 大山高男
- ジミー松本 - 高木渉
- 竜巻五郎 - 西村智博（現：西村朋紘）
- 竜巻ひとみ - 丹下桜
- ブリティー小泉 - 冬馬由美
- ブータン - 丸尾知子
- みどり - 林玉緒
- 北川民生 - 金丸淳一
- ムッチ - 緒方恵美
- マッチョ/アナウンス - 石井康嗣
- 武者小路琴子 - 天野由梨
- 武者小路夢麿 - 菊池正美

### スタッフ
- 制作 - 本橋浩一
- 原案 - 森真理
- 原作 - 池田多恵子
- 音楽 - 淡海悟郎
- キャラクターデザイン - 加藤裕美
- 美術監督 - 鈴木聡
- プロデューサー - 菅野俊秀→井口亮（MBS）、亀山泰夫（ASATSU）、小林正彦
- 監督 - 鈴木孝義
- 音響監督 - 早瀬博雪
- 撮影監督 - 鳥越一志→田村正人
- ファッションコーディネーター - 鈴木子猫
- 製作協力 - ASATSU（※）、トランス・アーツ、アートランド、SSC東京スタジオ、じゃんぐるじむ
- 製作 - 日本アニメーション、毎日放送（MBS）

（※…OP映像、ED映像では、「ASATSU」のみクレジットなし。ただし、著作権者表記には、日本アニメーション・MBSと共に併記）
なお、同じ小学館の『増刊少年サンデー』に連載されていた「ブーリン」という名の子豚が登場する漫画『なーんとなくブーリン』（森真理）との類似性が放送開始後に指摘されたため、途中からオープニングで森が「原案」としてクレジットされるようになった。

### ネット局
放送時間は同時ネット局は全て土曜 18:00 - 18:30、遅れネットは中部日本放送が土曜 17:00 - 17:30、秋田放送が日曜 5:45 - 6:15、それ以外は土曜 17:30 - 18:00。
| 放送対象地域  | 放送局             | 系列           | ネット形態 | 備考      |
| ------------- | ------------------ | -------------- | ---------- | --------- |
| 近畿広域圏    | 毎日放送           | TBS系列        | 制作局     |           |
| 関東広域圏    | TBS                | TBS系列        | 同時ネット |           |
| 北海道        | 北海道放送         | TBS系列        | 遅れネット | [ 注 6 ]  |
| 青森県        | 青森テレビ         | TBS系列        | 遅れネット | [ 注 7 ]  |
| 岩手県        | 岩手放送           | TBS系列        | 同時ネット | [ 注 8 ]  |
| 宮城県        | 東北放送           | TBS系列        | 同時ネット |           |
| 秋田県        | 秋田放送           | 日本テレビ系列 | 遅れネット |           |
| 山形県        | テレビユー山形     | TBS系列        | 同時ネット |           |
| 福島県        | テレビユー福島     | TBS系列        | 同時ネット |           |
| 新潟県        | 新潟放送           | TBS系列        | 同時ネット |           |
| 長野県        | 信越放送           | TBS系列        | 遅れネット | [ 注 9 ]  |
| 山梨県        | テレビ山梨         | TBS系列        | 同時ネット |           |
| 静岡県        | 静岡放送           | TBS系列        | 遅れネット | [ 注 10 ] |
| 富山県        | チューリップテレビ | TBS系列        | 同時ネット |           |
| 石川県        | 北陸放送           | TBS系列        | 遅れネット | [ 注 11 ] |
| 中京広域圏    | 中部日本放送       | TBS系列        | 遅れネット | [ 注 12 ] |
| 島根県 鳥取県 | 山陰放送           | TBS系列        | 同時ネット |           |
| 広島県        | 中国放送           | TBS系列        | 同時ネット |           |
| 香川県 岡山県 | 山陽放送           | TBS系列        | 遅れネット | [ 注 13 ] |
| 愛媛県        | 伊予テレビ         | TBS系列        | 同時ネット |           |
| 高知県        | テレビ高知         | TBS系列        | 同時ネット |           |
| 福岡県        | RKB毎日放送        | TBS系列        | 遅れネット | [ 注 14 ] |
| 長崎県        | 長崎放送           | TBS系列        | 同時ネット |           |
| 熊本県        | 熊本放送           | TBS系列        | 同時ネット |           |
| 大分県        | 大分放送           | TBS系列        | 同時ネット |           |
| 宮崎県        | 宮崎放送           | TBS系列        | 同時ネット |           |
| 鹿児島県      | 南日本放送         | TBS系列        | 遅れネット | [ 注 15 ] |
| 沖縄県        | 琉球放送           | TBS系列        | 同時ネット |           |

### 主題歌
- OP - 『愛はカッコわるい』 作詞 - 藤野まなみ 作曲・編曲 - 片岡嗣実 歌 - パーキッツ
- ED - 『ぶーりん あ・ら・もーど』 作詞 - 藤野まなみ 作曲・編曲 - 片岡嗣実 歌 - パーキッツ

### 放送リスト
| 話 | 放送日        | サブタイトル                       | 脚本       | コンテ     | 演出     | 作画監督          |
| -- | ------------- | ---------------------------------- | ---------- | ---------- | -------- | ----------------- |
| 1  | 1994年 9月3日 | 超少女ぶーりん誕生                 | 池田眞美子 | 鈴木孝義   | 平川達也 | 三浦辰夫          |
| 2  | 9月10日       | 愛と青春のシュート                 | 池田眞美子 | 平川達也   | 細田雅弘 | 石之博和          |
| 3  | 9月17日       | 涙と友情のスマッシュ               | 池田眞美子 | 鈴木輪流郎 | 北川正人 | 今泉賢一          |
| 4  | 9月24日       | リングに賭けた青春                 | 池野みのり | 杉島邦久   | 杉島邦久 | 石之博和          |
| 5  | 10月1日       | 綱引きが結んだ友情                 | 秘田涼     | 松浦錠平   | 松浦錠平 | 山崎隆生          |
| 6  | 10月8日       | 発見!ぶーりんの土偶                | 池田眞美子 | 錦織博     | 錦織博   | 三浦辰夫          |
| 7  | 10月15日      | 傷だらけのヒロイン                 | 石塚智子   | 細田雅弘   | 細田雅弘 | 石之博和          |
| 8  | 10月22日      | ダイエット大作戦!                  | 池野みのり | 錦織博     | 北川正人 | 今泉賢一          |
| 9  | 10月29日      | サーキットの戦士たち               | 秘田涼     | 平川達也   | 平川達也 | 平岡正幸          |
| 10 | 11月5日       | 炎のジャーナリスト魂               | 池田眞美子 | 松浦錠平   | 松浦錠平 | 山崎隆生          |
| 11 | 11月12日      | ベストカップルを狙え!              | 石塚智子   | 錦織博     | 錦織博   | 三浦辰夫 加藤裕美 |
| 12 | 11月19日      | 超少年カシワギ誕生!                | 池野みのり | 細田雅弘   | 細田雅弘 | 石之博和          |
| 13 | 11月26日      | 銀河に誓うミッション               | 秘田涼     | 北川正人   | 北川正人 | 今泉賢一          |
| 14 | 12月3日       | 拍手と喝采のテアトル               | 池田眞美子 | 平川達也   | 平川達也 | 平岡正幸          |
| 15 | 12月10日      | 若きもんぺ少女の嘆き               | 祖父江誠司 | 松浦錠平   | 松浦錠平 | 山崎隆生          |
| 16 | 12月17日      | 本命のいないXマス!?                | 池野みのり | 細田雅弘   | 細田雅弘 | 石之博和          |
| 17 | 12月24日      | 運命にゆれる少女                   | 池田眞美子 | 錦織博     | 錦織博   | 三浦辰夫          |
| 18 | 1995年 1月7日 | 新春ホームシック物語（ストーリー） | 石塚智子   | 杉島邦久   | 北川正人 | 今泉賢一          |
| 19 | 1月14日       | 白銀に舞う恋の嵐                   | 秘田涼     | 平川達也   | 平川達也 | 平岡正幸          |
| 20 | 1月21日       | 巨大植物ケイコ出現!                | 祖父江誠司 | 松浦錠平   | 松浦錠平 | 山崎隆生          |
| 21 | 1月28日       | 愛と苦悩の回転木馬                 | 池田眞美子 | 錦織博     | 錦織博   | 三浦辰夫          |
| 22 | 2月4日        | トンちゃんの恋の行方               | 池野みのり | 細田雅弘   | 細田雅弘 | 石之博和          |
| 23 | 2月11日       | 義理と勇気の2・14（バレンタイン）  | 石塚智子   | 加賀剛     | 北川正人 | 今泉賢一          |
| 24 | 2月18日       | 愛は御神渡りを越えて               | 池田眞美子 | 平川達也   | 平川達也 | 長森佳容          |
| 25 | 2月25日       | 果林が受け継ぐひな祭り             | 池野みのり | 杉島邦久   | 平川達也 | 梶原淳平          |
| 26 | 3月4日        | 好敵手（ライバル）はただ一人!      | 石塚智子   | 松浦錠平   | 松浦錠平 | 山崎隆生          |
| 27 | 3月11日       | 衝撃!ぶーりん消滅!?                | 秘田涼     | 錦織博     | 錦織博   | 三浦辰夫          |
| 28 | 3月18日       | 小さな恋の狂詩曲（ラプソディー）   | 祖父江誠司 | 細田雅弘   | 細田雅弘 | 石之博和          |
| 29 | 3月25日       | 常夏の島へ進路をとれ               | 秘田涼     | 鈴木輪流郎 | 北川正人 | 今泉賢一          |
| 30 | 4月1日        | 密林に消えた友                     | 池田眞美子 | 杉島邦久   | 平川達也 | 平岡正幸          |
| 31 | 4月8日        | 嵐を呼ぶ生徒会選挙                 | 石塚智子   | 松浦錠平   | 松浦錠平 | 山崎隆生          |
| 32 | 4月15日       | 純情少年遅咲きの恋桜               | 祖父江誠司 | 錦織博     | 錦織博   | 三浦辰夫          |
| 33 | 4月22日       | 白日に漂う花粉のワナ               | 池野みのり | 細田雅弘   | 細田雅弘 | 石之博和          |
| 34 | 4月29日       | 泳げ友情のこいのぼり               | 秘田涼     | 鈴木輪流郎 | 北川正人 | 今泉賢一          |
| 35 | 5月6日        | 琢磨・出生の秘密                   | 池田眞美子 | 加賀剛     | 平川達也 | 平岡正幸          |
| 36 | 5月13日       | 田園に舞う女神の伝説               | 祖父江誠司 | 松浦錠平   | 松浦錠平 | 山崎隆生          |
| 37 | 5月20日       | 恋文は初恋の片道切符               | 池野みのり | 錦織博     | 錦織博   | 三浦辰夫          |
| 38 | 5月27日       | 禁断の扉を開く男                   | 池田眞美子 | 細田雅弘   | 細田雅弘 | 石之博和          |
| 39 | 6月3日        | 秘められた家紋の謎                 | 池田眞美子 | 鈴木輪流郎 | 北川正人 | 今泉賢一          |
| 40 | 6月10日       | 主役（ヒロイン）になりそこねた女   | 池野みのり | 平川達也   | 平川達也 | 平岡正幸          |
| 41 | 6月17日       | 執念の男ジミー松本                 | 池田眞美子 | 松浦錠平   | 松浦錠平 | 山崎隆生          |
| 42 | 6月24日       | ぶーりんvsぶーりん                 | 秘田涼     | 錦織博     | 錦織博   | 三浦辰夫          |
| 43 | 7月1日        | 怪談・真夏の夜の過ち               | 池田眞美子 | 細田雅弘   | 細田雅弘 | 石之博和          |
| 44 | 7月8日        | 失われたトンパクト                 | 池野みのり | 鈴木輪流郎 | 北川正人 | 今泉賢一          |
| 45 | 7月15日       | 約束の晴れ姿                       | 池野みのり | 平川達也   | 平川達也 | 平岡正幸          |
| 46 | 7月22日       | 忍び寄る別れの足音                 | 池田眞美子 | 松浦錠平   | 松浦錠平 | 山崎隆生          |
| 47 | 7月29日       | 気高き女の館                       | 池野みのり | 錦織博     | 錦織博   | 加藤裕美          |
| 48 | 8月5日        | 悪の花園が笑うとき                 | 池田眞美子 | 松浦錠平   | 松浦錠平 | 藤田宗克          |
| 49 | 8月12日       | 危機!狙われた学園                  | 池野みのり | 加賀剛     | 北川正人 | 今泉賢一          |
| 50 | 8月19日       | 涙のメタモルフォーゼ               | 池田眞美子 | 錦織博     | 松浦錠平 | 山崎隆生          |
| 51 | 8月26日       | 超少女の未来                       | 池田眞美子 | 平川達也   | 平川達也 | 平岡正幸          |